# Mazax chickeringi
Mazax chickeringi là một loài nhện trong họ Corinnidae.
Loài này thuộc chi Mazax. Mazax chickeringi được miêu tả năm 1969 bởi Reiskind.